# فالو ثيمابورام
فالو ثيمابورام (بالإنجليزية: Valu Thimmapuram)‏ هي منطقة سكنية تقع في الهند في أندرا برديش.